# Julianne Malveaux
Julianne Marie Malveaux (nascida em 22 de setembro de 1953) é uma economista americana, autora, comentarista social e política e empresária. Depois de cinco anos como a 15ª presidente do Bennett College em Greensboro, Carolina do Norte, ela renunciou em 6 de maio de 2012.

## Educação e carreira
Criada como católica, Malveaux entrou no Boston College após a 11ª série, e obteve os diplomas de bacharelado e mestrado em economia em três anos. Durante sua estada, ela foi iniciada no capítulo Iota da fraternidade Delta Sigma Theta. Ela obteve um doutorado em economia pelo MIT e possui diplomas honorários do Benedict College, Sojourner-Douglass College e da Universidade do Distrito de Columbia.
Como escritora e colunista sindicada, seu trabalho apareceu regularmente no USA Today, Black Issues in Higher Education, na revista Ms., na revista Essence e The Progressive. Suas colunas semanais aparecem em vários jornais, incluindo o Los Angeles Times, o Charlotte Observer, o New Orleans Tribune, o Detroit Free Press, o San Francisco Examiner e o San Francisco Sun Reporter.
Malveaux apareceu regularmente na CNN, BET, bem como no programa de televisão da Howard University, Evening Exchange. Ela apareceu na PBS 's To The Contrary, KQED 's Forum, ABC 's Politically Incorrect, Fox News Channel 's The O'Reilly Factor, TV One 's News One Now, com Roland Martin e estações como C- SPAN, MSNBC e CNBC.
Ela apresentou programas de rádio em Washington, São Francisco e Nova York, bem como um talk show diário transmitido nacionalmente que foi ao ar na rede Pacifica Radio de 1995 a 1996. Ela apareceu em Black in America: Reclaiming the Dream apresentado por Soledad O'Brien como palestrante na CNN em 2008.
Atualmente, Malveaux atua nos conselhos do Economic Policy Institute, bem como na The Black Doctoral Network e é presidente da PUSH Excel, o ramo educacional da Rainbow PUSH Coalition. Ela também é presidente e fundadora da Economic Education, uma organização sem fins lucrativos localizada em Washington, DC. Descrita por Cornel West como "a intelectual público mais iconoclasta do país", Malveaux contribui para o diálogo público sobre questões como raça, cultura, gênero e seus impactos econômicos.
Em 1990, Malveaux, juntamente com 15 outras mulheres e homens afro-americanos, formaram a organização Mulheres Afro-Americanas pela Liberdade Reprodutiva.
Ela ensinou na San Francisco State University (1981–1985) e foi professora visitante na University of California, Berkeley, (1985–1992).  Ela foi professora visitante na New School for Social Research, College of Notre Dame ( San Mateo, Califórnia ), Michigan State University e Howard University. Em 2014, ela foi palestrante convidada especial no Meharry Medical College (Nashville, Tennessee) e em 2017 ela fez uma palestra em três partes como parte do Hutchins Center for African and African American Research, série de palestras WEB Dubois da Universidade de Harvard.
Em 1 de junho de 2007, Malveaux tornou-se 15º presidente do Bennett College for Women em Greensboro, Carolina do Norte. Em fevereiro de 2012, Malveaux anunciou que deixaria seu cargo em maio de 2012, dizendo em um comunicado: "Enquanto eu permanecer comprometida com [faculdades e universidades historicamente negras] e com a causa convincente de acesso ao ensino superior, vou atualizar esse compromisso, agora, em outras arenas. Sentirei falta do Bennett College e continuarei sendo um de seus defensores mais apaixonados."
Malveaux foi nomeada reitora da nova faculdade de Estudos Étnicos da California State University, Los Angeles.

## Produção acadêmica
Editora
- Vozes da visão: mulheres afro-americanas sobre as questões (1996)

Co-editora
- Escorregando pelas rachaduras: o status das mulheres negras (1986)
- O paradoxo da lealdade: uma resposta afro-americana à guerra contra o terrorismo (2002).

Autora
- Sexo, Mentiras e Estereótipos: Perspectivas de um Economista Louco (1994)
- Wall Street, Main Street e Side Street: A Mad Economist Takes a Stroll (1999)
- Sobrevivendo e prosperando: 365 fatos na história econômica negra (2010)
- Estamos melhor? Raça, Obama e Políticas Públicas (2016)

Coautora
- Negócios inacabados: um democrata e um republicano assumem as 10 questões mais importantes que as mulheres enfrentam (2002).